# گلاب جامون
گلاب جامون، شیرینی بر پایه شیر با ریشه ایرانی است که در هند، نپال، پاکستان، مالدیو  بنگلادش، و  میانمار همچنین در کشورهایی که جمعیت قابل توجهی از مردم با تبار جنوب آسیایی دارند همانند جزایر موریس، فیجی، شبه جزیره مالایا، بریتانیا، آفریقای جنوبی و کشورهای حوزه کارائیب مثل جامائیکا، ترینیداد و توباگو، گویان و سورینام رایج است.  

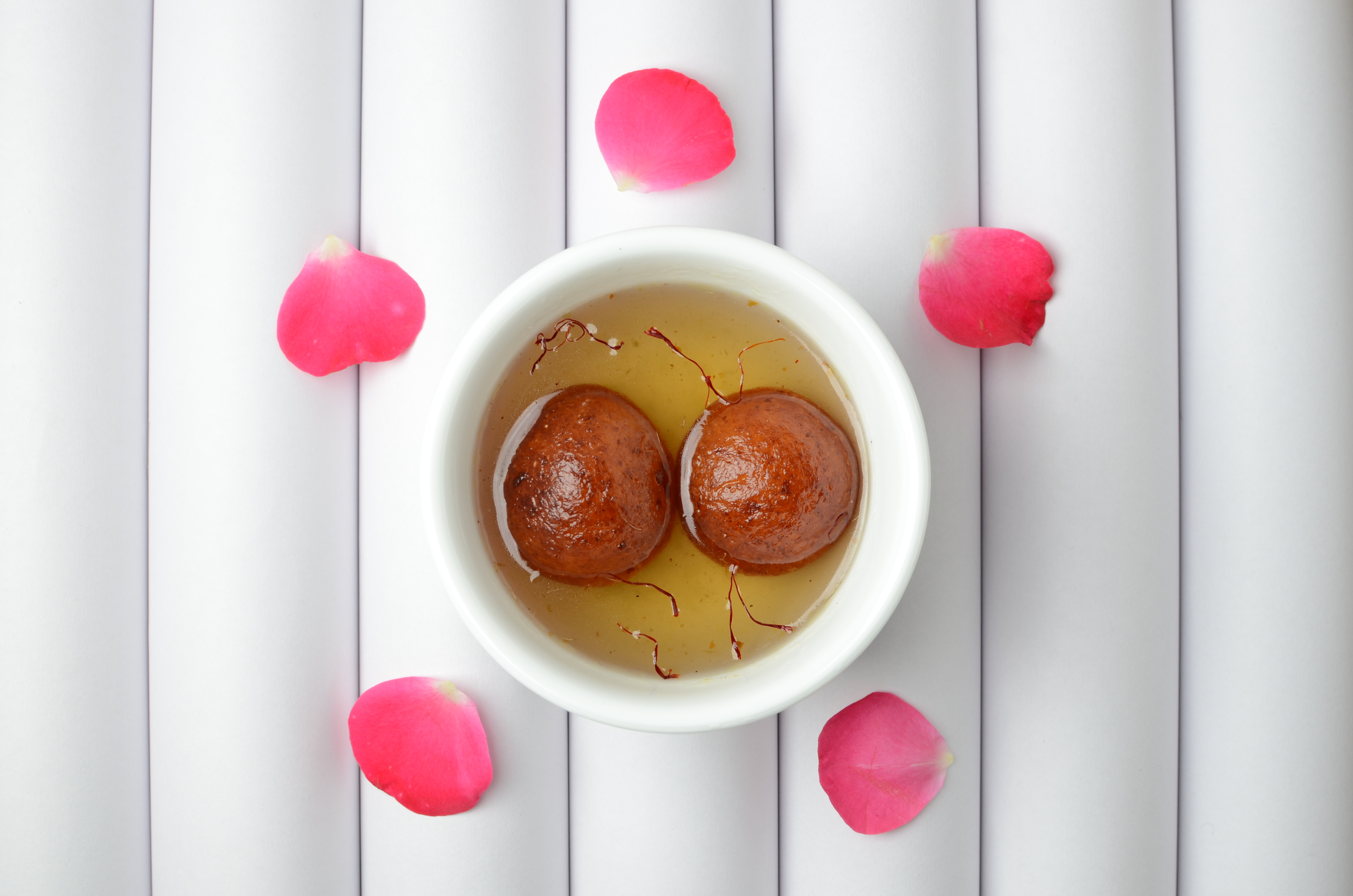
گلاب جامون زعفرانی

دستور العمل های مدرن به جای خویا از شیر خشک  استفاده می کنند. برای افزایش طعم، اغلب با آجیل های خشک مانند بادام و بادام هندی تزئین می شود. روز جهانی گلاب جامون که توسط Gits Food در سال ۲۰۲۰ آغاز شده  هر سال در دهم اکتبر جشن گرفته می شود.

## تاریخ
گلاب جامون  در ایران قرون وسطی تهیه میشد و بنظر میرسد با هجوم مغول به فراموشی سپرده شده بعدها توسط همراهان ایرانی پادشاهان گورکانی به هند برده میشود برخی گفته اند که آشپز شاه جهان اتفاقی آنرا اختراع کرد
به هر حال نام آن از واژه فارسی گلاب و جام که احتمالا دلالت بر جامی شامل شربت گلاب گرفته شده است. همچنین  برخی گفته اند «جامون» یا «جمان» نام میوه هندی با اندازه و شکل مشابه است که معمولاً به نام آلو سیاه شناخته می‌شود. دسر عربی لقمه القاضی شبیه گلاب جامون است، اگرچه از خمیر متفاوتی استفاده می کند. به گفته مورخ آشپزی مایکل کروندل، هر دو لقمه القاضی و گلاب جامون ممکن است از یک غذای ایرانی گرفته شده باشند و شربت گلاب ارتباط مشترک بین این دو باشد.

## مصرف در مناسبت‌ها
گلاب جامون دسری است که اغلب در فستیوال‌ها، تولدها یا جشن‌های مهمی مانند ازدواج، جشن‌های مسلمانان عید فطر و عید قربان و جشنواره هندو دیوالی (جشنواره نور هند) خورده می‌شود. گلاب جامون انواع مختلفی دارد و هر گونه طعم و ظاهری متمایز دارد.